# Український бальзам

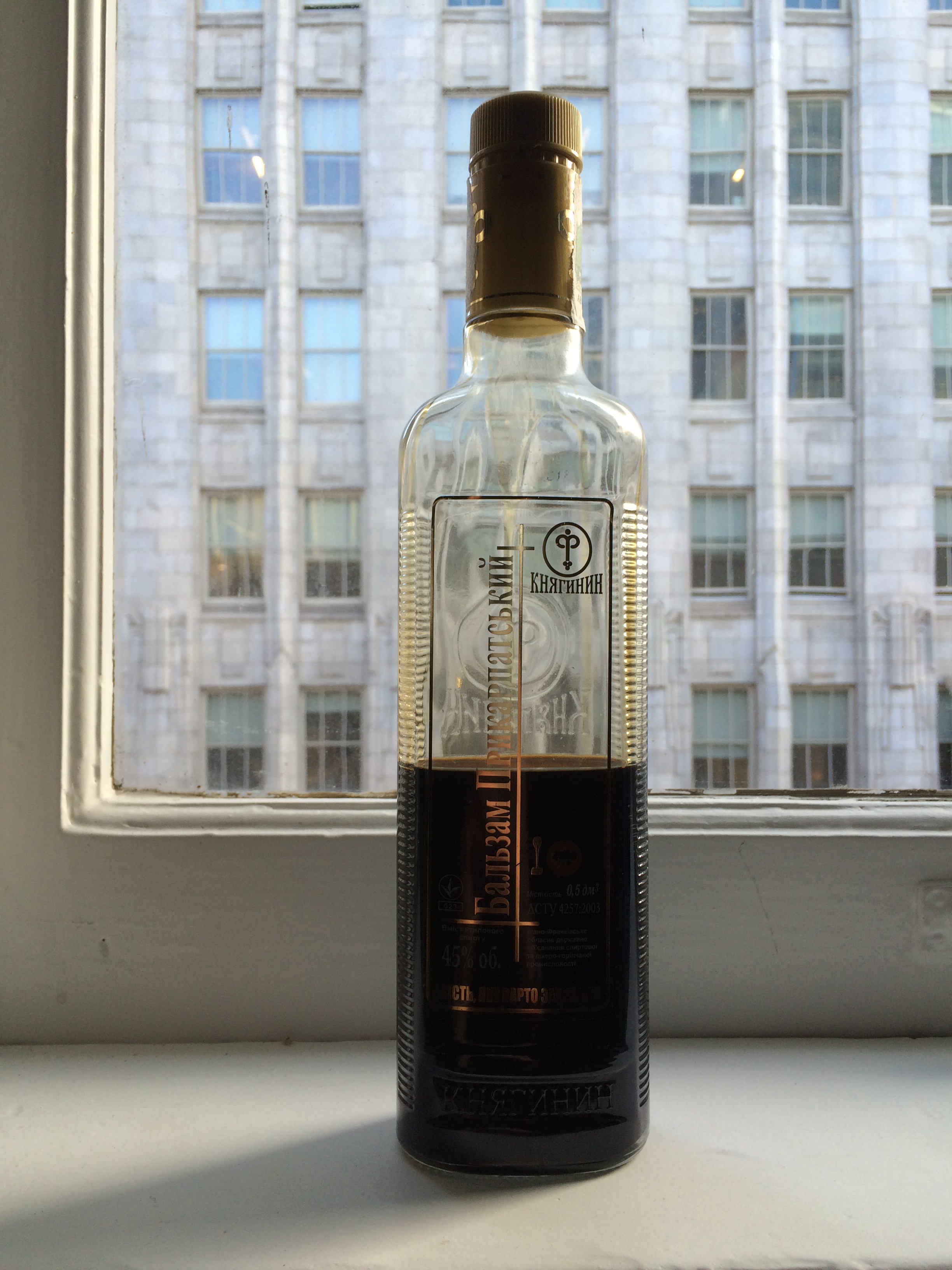
Український бальзам

Український бальзам — це карпатський сорт традиційного трав'яного високоалкогольного (35-45 %) лікеру з України. Він ароматний та має майже чорний пігментний колір. Ймовірно, спочатку його застосовували у лікарських цілях.